# Jesus curando a sogra de Pedro

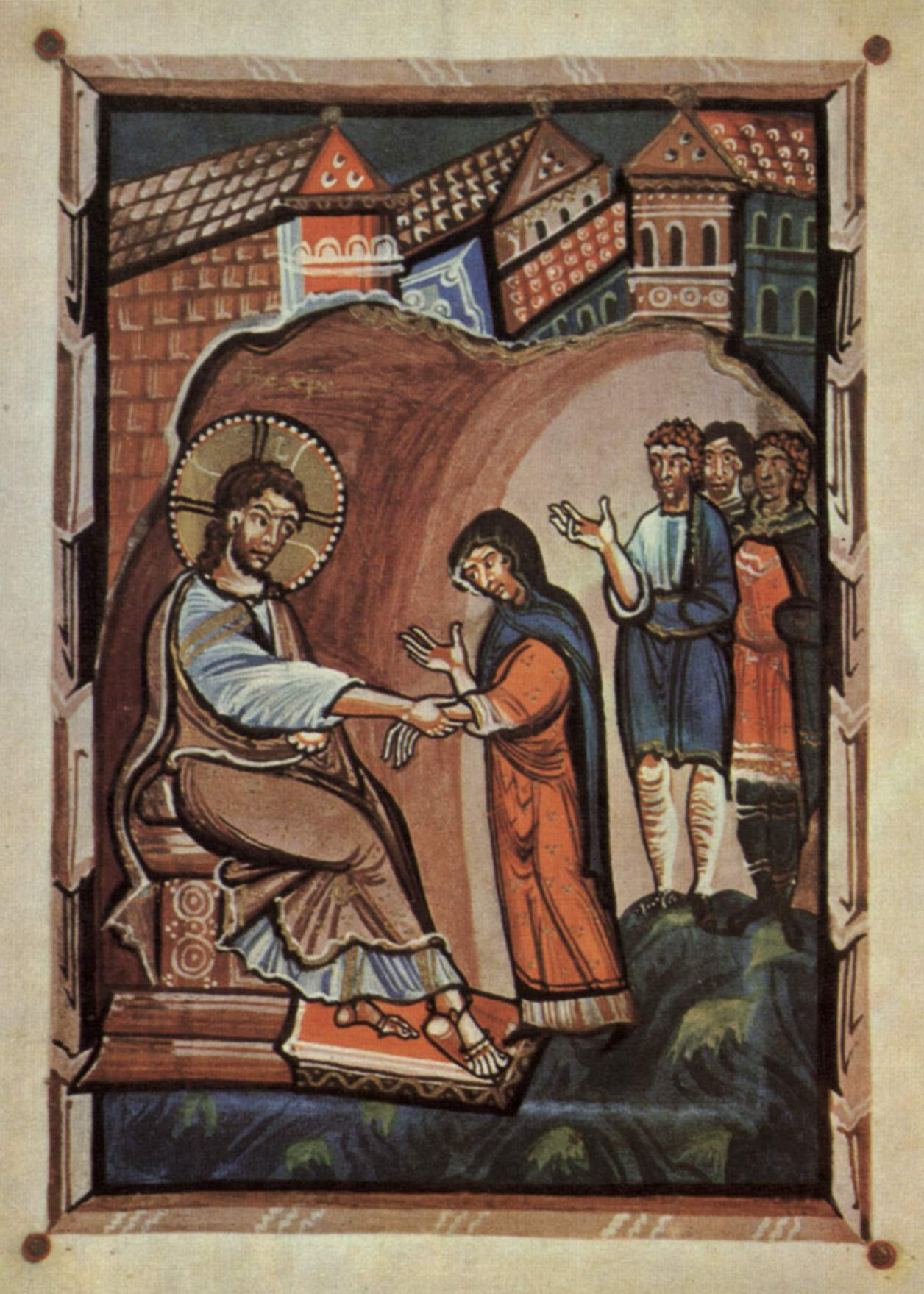
Jesus curando a sogra de Pedro
1020. Iluminura no Evangelho da abadessa Hitda de Meschede.

Jesus curando a sogra de Pedro é um dos milagres de Jesus, citado nos evangelhos sinóticos em Marcos 1:29–31, Lucas 4:38–41 e Mateus 8:14–15.
Nos evangelhos de Marcos e Lucas, este episódio acontece após o exorcismo na sinagoga em Cafarnaum, quando Jesus vai até a casa de Pedro. Lá ele vê a sogra do apóstolo deitada numa cama com febres muito altas. Jesus toca a mão dela, a febre desaparece, ela se levanta e passa a tratar das necessidades d'Ele.
Após este evento, os Evangelhos reportam que, ao cair da noite, o povo trouxe para ver Jesus todo o tipo de pessoas doentes ou possuídas por demônios. Deitando suas mãos sobre cada uma delas, Jesus as curou e expulsou seus demônios (Mateus 8:16–18).